# White Lives Matter
White Lives Matter (WLM), qui se traduit par « les vies blanches comptent » ou « la vie des Blancs compte », est une expression qui a commencé à être utilisée en 2015 en réponse au mouvement de justice sociale Black Lives Matter (BLM). Il cherche à lutter contre le racisme envers les Blancs. L'Aryan Renaissance Society, une organisation suprémaciste blanche, était l'un des groupes qui a initialement promu l'expression « White Lives Matter ». Plus tard dans l'année, le terme a été utilisé par le Ku Klux Klan. En août 2016, le Southern Poverty Law Center a ajouté la phrase à sa liste de groupes haineux, et la considère comme un groupe néo-nazi. 
Le slogan « White Lives Matter » a été scandé par des manifestants de la alt-right lors de la manifestation Unite the Right de 2017 à Charlottesville, en Virginie. Le 28 octobre 2017, de nombreux rassemblements White Lives Matter ont éclaté dans le Tennessee. Dominés à Shelbyville en particulier, les manifestants ont justifié leur mouvement en réponse au nombre croissant d'immigrants et de réfugiés dans le Middle Tennessee.
L'expression a également été active au Royaume-Uni, mais avec un faible taux de participation. Le 22 juin 2020, alors que les joueurs, avec « Black Lives Matter » imprimé sur leurs maillots à la place de leurs noms, prenaient le genou avant le coup d'envoi d'un match à l'extérieur du Burnley FC contre Manchester City, un avion a survolé le stade Etihad transportant la bannière « White Lives Matter Burnley ».  Le mois suivant, le pilote et sa femme ont tous deux été licenciés de leur lieu de travail pour avoir publié des messages racistes sur les réseaux sociaux. Plus tard dans le mois, un slogan « White Lives Matter » a été gravé sur une colline du parc à Bedworth, en Angleterre. La police, qui le traitait comme un dommage criminel aggravé par la race et un crime de haine, était au courant de séquences sur les réseaux sociaux semblant montrer quelqu'un portant des vêtements « ressemblant à une tenue du Ku Klux Klan » sur le même site.

## Manifestations

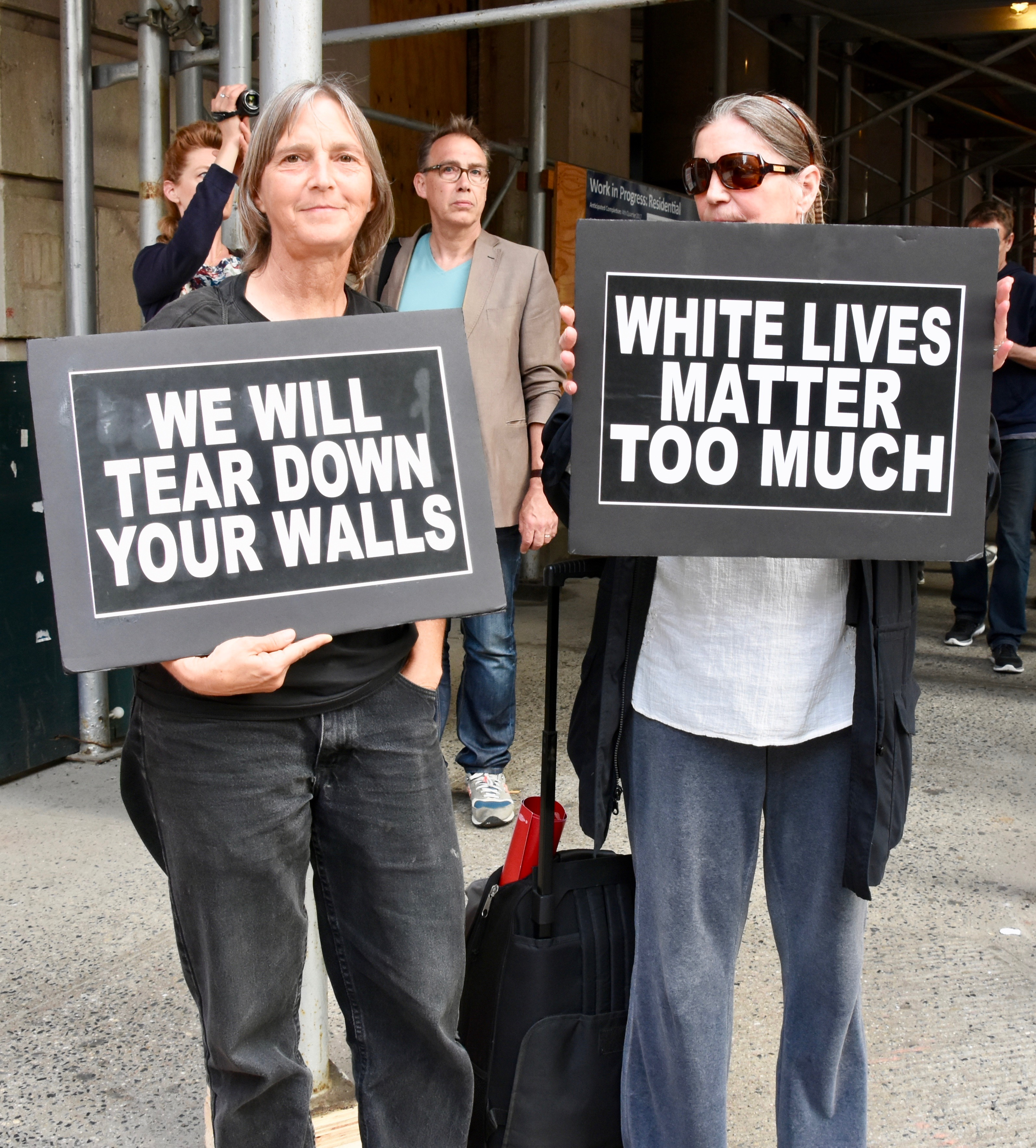
Rassemblement du White Lives Matter à New York, le 1 mai 2017.

Le Front nationaliste a été l'un des principaux organisateurs du rassemblement White Lives Matter à Shelbyville et Murfreesboro, dans le Tennessee, le 28 octobre 2017,. Les groupes participants comprenaient : le Mouvement national-socialiste (NSM), le Parti ouvrier traditionaliste (TWP), la Ligue du Sud, Vanguard America, The Right Stuff et Anti-Communist Action,. C'était un rassemblement clé depuis le rassemblement Unite the Right à Charlottesville, en Virginie (11 et 12 août 2017). Le rassemblement a été déclaré par les chefs de groupe pour résoudre le « problème persistant de la réinstallation des réfugiés dans le centre du Tennessee », l'échec de la construction d'un mur frontalier entre les États-Unis et le Mexique, le retrait du Soudan de la liste des pays de l'interdiction de voyager de Trump, la lutte contre le DREAM Act, ainsi que la fusillade de Burnette Chapel par le Soudanais Emmanuel Sampson.
Le rassemblement de Shelbyville s'est déroulé comme prévu, avec environ 100 partisans de White Lives Matter et environ 200 contre-manifestants. L'événement de l'après-midi à Murfreesboro a été annulé par les organisateurs; les autorités ont estimé qu'environ 800 à 1 000 personnes ont participé à la marche antiraciste et à la contre-manifestation. En outre, la communauté locale et les militants religieux ont organisé un rassemblement hors site sous le nom de « Murfreesboro Loves ». Des centaines de personnes ont participé à l'événement en faveur des réfugiés et des minorités. 
En 2021, une autre série de rassemblements nationaux White Lives Matter a eu lieu. Notamment à Raleigh, Caroline du Nord ; Huntington Beach, Californie ; Philadelphie ; New York ; Albuquerque, Nouveau-Mexique ; et Fort Worth, Texas. Ces rassemblements ont tous eu peu de participants d'extrême droite et ont eu des milliers de contre-manifestants.

## Usage

### Kanye West
Le 3 octobre 2022, lors de son défilé Yeezy SZN 9 à Paris, Kanye West portait une chemise avec le slogan « White Lives Matter » écrit dessus,,, un geste qualifié par Forbes comme controversé. Le devant des chemises a une image du pape Jean-Paul II sous-titrée « Juan Pablo II ». La commentatrice conservatrice Candace Owens a posé pour une photo avec West portant une chemise assortie avec le slogan,. Il a expliqué son choix de la manière suivante : « À un certain moment, j'avais l'impression que lorsque je voyais des Blancs porter des t-shirts qui disaient Black Lives Matter, ils me rendaient un tel service en ayant un t-shirt qui me rappelait que ma vie comptait. Comme si je ne le savais pas déjà. Alors, j'ai pensé que je devais leur rendre la pareille et faire savoir aux Blancs que leur vie compte aussi ». 

### Rotterdam

#### Affiches électorales
Lors des élections municipales néerlandaises de 2022 à Rotterdam, des autocollants contenant la phrase non traduite ou « traître » (néerlandais : landverrader) ont été apposés sur des affiches électorales appartenant aux partis 50Plus, DENK, GroenLinks et PvdA. Ils ont fait une déclaration commune et déposé des plaintes pénales auprès de la police, qui a enquêté,. Les chefs de parti nationaux Lilianne Ploumen (PvdA) et Jesse Klaver (GroenLinks) ont pris leurs distances avec les textes. Les autocollants faisaient référence à un groupe Telegram nommé d'après la phrase qui avait répandu d'autres autocollants dans d'autres localités, dont un affirmant que « le mélange racial est un génocide blanc. »

#### Projection sur le pont
Le soir du Nouvel An 2022-2023, la phrase non traduite a été projetée sur le Pont Érasme, parmi d'autres phrases racistes dont les quatorze mots et « Pete noir n'a rien fait de mal » (néerlandais : zwarte piet deed niets verkeerd,  [sic]). La police pense que cela a été fait à partir d'un bateau. Le ministère public a ouvert une enquête,.

### Antisémitisme
Plus récemment en mars 2023, il a été noté que ce mouvement avec ceux de Goyim Defense League et Patriot Front auraient favorisé la montée de l'antisémitisme durant l'année 2022, l'Adl promettant elle de parer à ce problème en s'en occupant sérieusement dans l'avenir.